# 96 Dywizja Strzelecka (ZSRR)
96 Dywizja Strzelecka (ros. 96-я стрелковая дивизия) – związek taktyczny (dywizja) Armii Czerwonej.

## Historia
Sformowana 9 września 1941 w związku z niemieckim atakiem na ZSRR (wcześniej już istniała dywizja o tym numerze w latach dwudziestych i trzydziestych). Weszła w skład Frontu Południowego. Już 12 września walczyła w Obwodzie chersońskim odpierając niemiecką 1 Dywizję Górską, następnie w rejonie kachowskim przeciwko 170 DP Wermachtu. W listopadzie brała udział w próbie kontrataku pod Rostowem, odbiła Dobropole i wyszła nad rzekę Mius.
24 stycznia 1942 przemianowana na Gwardyjską z numerem 14.

## Struktura organizacyjna
W 1939
- dowództwo i sztab
- 43 pułk strzelecki
- 155 pułk strzelecki
- 209 pułk strzelecki
- 146 pułk artylerii
- 171 pułk artylerii haubic
- 96 samodzielny batalion czołgów

## Dowódcy dywizji
- kombrig Grigorij Haluzin (był w 1939)[2]